# 24 juillet en sport
24 juin 24 août
Chronologies thématiques
- Croisades
- Ferroviaires
- Disney

Le 24 juillet (205e jour de l'année ou 206e en cas d'année bissextile) en sport.

## Événements

### XIXesiècle
- 1860 :
  - (Aviron) : régate universitaire entre Harvard et Yale. Harvard s'impose[1].
- 1868 :
  - (Aviron) : régate universitaire entre Harvard et Yale. Harvard s'impose[1].
- 1872 : 
  - (Aviron) : régate universitaire entre Harvard et Yale. Harvard s'impose[1].
- 1897 :
  - (Compétition automobile) : Paris-Dieppe remporté par Paul Jamin.
- 1898 :
  - (Compétition automobile) : Lyon-Lagnieu remporté par Kraentner.

### XXesièclede1901à1950
- 1904 :
  - (Cyclisme sur route) : arrivée du deuxième Tour de France. Maurice Garin est alors vainqueur de la course. Il est déclassé en décembre, ainsi que les trois suivants au classement. Henri Cornet, initialement cinquième, est déclaré vainqueur.
- 1938 :
  - (Compétition automobile) : Grand Prix automobile d'Allemagne.

### XXesièclede1951à2000
- 1966 :
  - (Formule 1) : Grand Prix automobile des Pays-Bas.
- 1988 :
  - (Formule 1) : Grand Prix automobile d'Allemagne.

### XXIesiècle
- 2003 :
  - (Natation) : à Barcelone, le nageur japonais Kōsuke Kitajima porte le record du monde du 200 m brasse à 2 min 09 s 42.
- 2005 :
  - (Formule 1) : Grand Prix d'Allemagne.
- 2007 :
  - (Cyclisme) : l'équipe cycliste Astana annonce qu'elle a décidé de quitter le Tour de France[2] et d'exclure son coureur, après qu'Alexandre Vinokourov a été contrôlé positif aux tests antidopage samedi 21 juillet à l'issue du contre-la-montre individuel qu'il a remporté à Albi[3].
- 2011 :
  - (Cyclisme) : l'Australien Cadel Evans remporte le 98e Tour de France 2011 suivi par les deux frères luxembourgeois Andy Schleck et Fränk Schleck.
  - (Formule 1) : Grand Prix d'Allemagne.
- 2015 :
  - (Natation /Championnats du monde) : Cérémonie d'ouverture des Championnats du monde qui se termineront le 9 août 2015[4].
  - (Cyclisme sur route /Tour de France) : sur la 19e étape du Tour de France, victoire de l'Italien Vincenzo Nibali. Au général Christopher Froome conserve le maillot jaune.
- 2016 :
  - (Compétition automobile /Formule 1) : au terme d’une lutte acharnée jusqu’au bout, le Britannique Lewis Hamilton (Mercedes) prend le dessus sur son coéquipier l'Allemand Nico Rosberg (Mercedes) pour remporter le Grand Prix de Hongrie. L'Australien Daniel Ricciardo (Red Bull) complète le podium.
  - (Cyclisme sur route /Tour de France) : sur la 21e étape du Tour de France 2016, victoire de l'Allemand André Greipel devant le Slovaque Peter Sagan et le Norvégien Alexander Kristoff. Le classement général est remporté par le Britannique Christopher Froome devant le Français Romain Bardet et le Colombien Nairo Quintana. Le classement par point est remporté par le Slovaque Peter Sagan. le classement du meilleur grimpeur est remporté par le Polonais Rafał Majka. Le classement du meilleur jeune est remporté par le Britannique Adam Yates.
  - (Football /Euro -19 ans) : Comme leurs prédécesseurs en 2010, les joueurs de l'équipe de France U19 décrochent à Hoffenheim en Allemagne, le titre européen de la catégorie en dominant en finale l'Italie (4-0), avec deux buts en début de match, et deux autres à la fin[5].
- 2020 :
  - (Football /Coupe de France) : la finale de la 103e édition de la Coupe de France qui aurait dû se dérouler le 25 avril 2020, est reportée à ce jour en raison de la crise sanitaire. C'est le PSG qui gagne le trophée pour la treizième fois de son histoire, face à l'ASSE 1 - 0 avec 1 but de Neymar. Une finale marquée également par la sortie sur blessure de Kylian Mbappé. L’attaquant vedette du club de la capitale a été victime à la 25e minute d'un violent tacle du capitaine stéphanois[6].
- 2021 :
  - (Football /Ligue 2) : début de la 83e édition du Championnat de France de football de deuxième division qui se terminera le 14 mai 2022 avec les équipes de Nîmes et Dijon reléguées de Ligue 1 et les promues Bastia et Quevilly-Rouen.
  - (Jeux olympiques d'été /JO de Tokyo) : 4e jour de compétition des Jeux olympiques.
- 2023 :
  - (Cyclisme sur route /Tour de France Femmes) : sur la 2e étape du Tour de France qui se déroule entre Clermont-Ferrand et Mauriac, sur une distance de 151,7 kilomètres[7], victoire de l'Allemande Liane Lippert et c'est la Belge Lotte Kopecky qui conserve le maillot jaune.
- 2024 :
  - (Jeux olympiques d'été /JO de Paris) : 1er jour de compétition des Jeux olympiques. L'ouverture officielle des Jeux n'a lieu que le 26 juillet mais depuis les Jeux de Sydney, certaines compétitions commencent avant la cérémonie d'ouverture en raison de contraintes liées au temps de récupération obligatoire entre les matchs et au calendrier des Jeux Olympiques strictement limité à seize jours par le CIO[8].

## Naissances

### XIXesiècle
- 1879 : 
  - J. Nicholas, footballeur anglais. Champion olympique aux Jeux de Paris 1900. (1 sélection en équipe nationale). († 29 septembre 1929).

### XXesièclede1901à1950
- 1913 : 
  - Enrico Mollo, cycliste sur route italien. Vainqueur du Tour de Lombardie 1935. († 10 mars 1992).
- 1919 : 
  - Ferdi Kübler, cycliste sur route suisse. Champion du monde de cyclisme sur route 1951. Vainqueur du Tour de France 1950, des Tours de Suisse 1942, 1948 et 1951, des Tours de Romandie 1948, et 1951, des Flèches wallonne 1951 et 1952, puis des Liège-Bastogne-Liège 1951 et 1952. († 29 décembre 2016).
- 1926 :
  - Hans Günter Winkler, cavalier de saut d'obstacles allemand. Champion olympique en individuel et par équipes aux Jeux de Melbourne 1956, par équipes aux Jeux de Rome 1960, aux Jeux de Tokyo 1964 et aux Jeux de Munich 1972, médaillé de bronze par équipes aux Jeux de Mexico 1968 et d'argent par équipes aux Jeux de  Montréal 1976. Champion du monde de saut d'obstacles en individuel 1955 et 1956. Champion d'Europe de saut en individuel d'obstacles 1957. († 9 juillet 2018).
- 1927 :
  - Robert Boutigny, céiste français. Médaillé de bronze du 1 000 mètres canoë monoplace aux Jeux de Londres 1948. Champion du monde de course en ligne de canoë-kayak du C-1 10 000 m et d'argent du C-1 1 000,19 m50. († 22 juillet 2022).
  - Roland Jonchère, cycliste sur piste français.
- 1931 : 
  - Éric Tabarly, navigateur français. Vainqueur des Transats anglaise 1964 et 1976. († 13 juin 1998).
- 1938 : 
  - José Altafini, footballeur brésilien puis italien. Champion du monde de football 1958. Vainqueur de la Coupe des clubs champions 1963. (8 sélections avec l'équipe du Brésil) et (6 sélections avec celle d'Italie).
- 1939 : 
  - Walt Bellamy, basketteur américain. Champion olympique aux Jeux de Rome 1960. (8 sélections en équipe nationale). († 2 novembre 2013).
- 1941 : 
  - Risto Kala, basketteur finlandais. (37 sélections en équipe nationale). († 25 novembre 2021).
- 1942 : 
  - Bengt Johansson, handballeur puis entraîneur suédois. (83 sélections en équipe nationale). Sélectionneur de l'équipe de Suède de 1988 à 2004, médaillé d'argent aux Jeux de Barcelone 1992, aux Jeux d'Atlanta 1996 puis aux Jeux de Sydney 2000. Champion du monde de handball 1990 et 1999. Champion d'Europe de handball 1994, 1998, 2000 et 2002. († 8 mai 2021).
- 1943 : 
  - Lyudmila Bragina, athlète de demi-fond soviétique. Championne olympique du 1 500 m aux Jeux de Munich 1972. Détentrice du Record du monde du 1 500 mètres du 18 juillet 1972 au 28 juin 1976.
- 1944 : 
  - Daniel Morelon, cycliste sur piste puis entraîneur français. Médaillé de bronze de la vitesse individuelle aux Jeux de Tokyo 1964, champion olympique de la vitesse individuelle et du tandem aux Jeux de Mexico 1968, champion olympique de la vitesse individuelle aux Jeux de Munich 1972 puis médaillé d'argent de la vitesse individuelle aux Jeux de Montréal 1976. Champion du monde de la vitesse individuelle et du tandem 1966, champion du monde de la vitesse individuelle 1967, 1969, 1970, 1971, 1973 et 1975.
- 1945 :
  - Pierre Mosca, footballeur puis entraîneur français.
- 1947 : 
  - Jacques Fouroux, joueur de rugby à XV puis entraîneur français. Vainqueur du Grand Chelem 1977. (28 sélections en équipe de France). Sélectionneur de l'Équipe de France de 1981 à 1990. Vainqueur des Grands Chelem 1981 et 1987, des Tournois des Cinq Nations 1983, 1986 et 1989. († 17 décembre 2005).

### XXesièclede1951à2000
- 1954 :
  - Vasile Dîba, kayakiste roumain. Champion olympique du 500 mètres monoplace et médaillé de bronze du 1 000 mètres monoplace aux Jeux de Montréal 1976 puis médaillé d'argent du 1 000 mètres quatre places et de bronze du 500 mètres monoplace aux Jeux de Moscou 1980. († 20 février 2024).
- 1959 :
  - Giuseppe Abbagnale, rameur italien. Champion olympique en deux barré aux Jeux de Los Angeles 1984 et aux Jeux de Séoul 1988 puis médaillé d'argent aux Jeux de Barcelone 1992. Champion du monde d'aviron en deux barré 1981, 1982, 1985, 1987, 1989, 1990 et 1991.
- 1960 :
  - Viatcheslav Bykov, hockeyeur sur glace puis entraîneur soviétique puis russe et ensuite suisse. Champion olympique aux Jeux de Calgary 1988 puis Jeux d'Albertville 1992. Champion du monde de hockey sur glace 1983, 1986, 1989, 1990 et 1993. Entraîneur de l'Équipe de Russie de 2006 à 2011, championne du monde de hockey sur glace 2008 et 2009.
- 1962 :
  - Johnny O'Connell, pilote de course automobile américain.
- 1963 :
  - Louis Armary, joueur de rugby à XV français. Vainqueur des Tournois des Cinq Nations 1989 et 1993. (46 sélections en équipe de France).
  - Karl Malone, basketteur américain. Champion olympique aux Jeux de Barcelone 1992 et aux Jeux d'Atlanta 1996. (22 sélections en équipe nationale).
- 1964 :
  - Barry Bonds, joueur de baseball américain.
  - Lawrence Tomlinson, pilote de courses automobile britannique.
- 1973 :
  - Johan Micoud, footballeur français. Champion d'Europe de football 2000. (17 sélections en équipe de France).
- 1974 :
  - Cyril Despres, pilote moto de rallye-raid français. Vainqueur des Rallyes Dakar 2005, 2007, 2010, 2012 et 2013.
- 1976 :
  - Tiago Monteiro, pilote de F1 et directeur d'écurie portugais.
- 1977 :
  - Olivera Jevtić, athlète de fond serbe.
- 1978 :
  - Andy Irons, surfeur américain. († 2 novembre 2010).
- 1979 :
  - Anne-Gaëlle Sidot, joueuse de tennis puis consultante TV française.
  - Peter Šinglár, footballeur slovaque. (5 sélections en équipe nationale).
  - Bo Spellerberg, handballeur danois. Champion d'Europe de handball masculin 2008 et 2012. (245 sélections en équipe nationale).
- 1980 :
  - Vladislav Frolov, athlète de sprint russe. Médaillé de bronze du relais 4×400 m aux Athlétisme aux Jeux olympiques d'été de 2008.
  - Jérôme Guéry, cavalier de sauts d'obstacles belge.
- 1981 :
  - Bernard King, basketteur américain.
- 1982 :
  - David Payne, athlète de haies américain. Médaillé d'argent du 110 m haies aux Jeux de Pékin 2008.
  - Chester Simmons, basketteur américain.
- 1983 :
  - Étienne Didot, footballeur français.
  - Daniele De Rossi, footballeur italien. Médaillé de bronze aux Jeux d'Athènes 2004. Champion du monde de football 2006. (107 sélections en équipe nationale).
  - Joy Neville, joueuse de rugby à XV puis arbitre irlandaise. Victorieuse du Tournoi des Six Nations féminin 2013. (70 sélections en équipe nationale).
- 1984 :
  - Viktor Nagy, poloïste hongrois. Champion du monde de water-polo 2013. Vainqueur de la Ligue des champions de la LEN 2017. (76 sélections en équipe nationale).
- 1985 :
  - Patrice Bergeron, hockeyeur sur glace canadien. Champion olympique aux Jeux de Vancouver 2010 puis aux Jeux de Sotchi 2014. Champion du monde de hockey sur glace 2004. (28 sélections en équipe nationale).
  - Aries Merritt, athlète de haies américain. Champion olympique du 110 m haies aux Jeux de Londres 2012.
  - Lukáš Rosol, joueur de tennis tchèque. Vainqueur des Coupes Davis 2012 et 2013.
- 1986 :
  - Samuele Tuia, volleyeur français. Médaillé d'argent à l'euro masculin 2009. (133 sélections en équipe de France).
  - Leon Williams, basketteur américano-bélizien.
- 1987 :
  - Jovan Belcher, joueur de foot U.S. américain. († 1er décembre 2012).
  - Tereza Čapková, athlète de demi-fond tchèque.
- 1988 :
  - Sandra Antonio, taekwondoïste angolaise.
  - Helena Casas, cycliste sur piste espagnole.
  - Tyren Johnson, basketteur américain.
  - Adrian Popa, footballeur roumain. (22 sélections en équipe nationale).
- 1989 :
  - Sloan Privat, footballeur français.
  - Eko Yuli Irawan, haltérophile indonésien. Médaillé de bronze des -62 kg aux Jeux de Pékin 2008 et aux Jeux de Londres 2012 puis d'argent des -62 kg aux Jeux de Rio 2016 et des -61kg aux Jeux de Tokyo 2020. Champion du monde d'haltérophilie des -62 kg 2018.
- 1991 :
  - Jérémy Cabot, cycliste sur route français.
- 1992 :
  - Thomas Barr, athlète de haies et de sprint irlandais.
  - Mikaël Kingsbury, skieur acrobatique canadien. Médaillé d'argent des bosses aux Jeux de Sotchi 2014 et champion olympique des bosses aux Jeux de Pyeongchang 2018. Champion du monde de ski acrobatique en bosses 2013, des bosses parallèles 2015 puis des bosses et des bosses parallèles 2019 et 2021.
  - Aurel Manga, athlète de haies français.
  - Léo Westermann, basketteur français. Médaillé de bronze à l'Euro de basket-ball 2015. (28 sélections en équipe de France).
- 1993 :
  - Adam Ashe, joueur de rugby à XV écossais. (6 sélections en équipe nationale).
  - Andreas Linde, footballeur suédois.
- 1994 :
  - Wu Dajing, patineur de vitesse sur piste courte chinois. Médaillé d'argent du 500 m et de bronze du relais 5 000 m aux Jeux de Sotchi 2014 puis champion olympique du 500 m et médaillé de bronze du relais 5 000 m aux Jeux de Pyeongchang 2018.
  - Isaiah Hicks, basketteur américain.
  - Awa Sene, athlète de haies française.
- 1995 :
  - Valentine Holmes, joueur de rugby à XIII australien. Champion du monde de rugby à XIII 2017 et 2021. Vainqueur du Tournoi des Quatre Nations 2016. (19 sélections en équipe nationale).
  - Hawa N'Diaye, handballeuse franco-sénégalaise. (22 sélections avec l'équipe du Sénégal).
- 1996 :
  - James Ryan, joueur de rugby à XV irlandais. Vainqueur des Grands Chelems 2018 et 2023 ainsi que de la Coupe d'Europe de rugby à XV 2018. (53 sélections en équipe nationale).
- 1997 :
  - Bryce Brown, basketteur américain.
  - Furkan Korkmaz, basketteur turc. (13 sélections en équipe nationale).
- 1998 :
  - Nicklas Røjkjær, footballeur danois.
- 2000 :
  - Leonardo Campana, footballeur équatorien. (10 sélections en équipe nationale).
  - Viktor Gísli Hallgrímsson, handballeur islandais. (35 sélections en équipe nationale).

### XXIesiècle
- 2001 :
  - Alaa Ghram, footballeur tunisien. (3 sélections en équipe nationale).
  - Ryan Johnson, joueur de hockey sur glace américain.
  - Drake London, joueur américain de football américain.
  - Hugo Page, coureur cycliste français.
  - Anton Segner, joueur de rugby à XV allemand.
  - Alex Tamm, footballeur estonien.
  - Stan Van Dessel, footballeur belge.
  - Franjo von Allmen, skieur alpin suisse.
- 2002 :
  - Stélios Andréou, footballeur chypriote. (17 sélections en équipe nationale).
  - Ryoma Kimata, snowboardeuse japonais.
  - Jamal Shead, joueur de basket-ball américain.
  - Rein Van Helden, footballeur belge.
- 2003 :
  - Hugo Bolin, footballeur suédois.
  - Ismaël Doukouré, footballeur français.
  - Mexx Meerdink, footballeur néerlandais.
  - Fabio Rakotoarimanana, pongiste malgache.
  - Jacopo Sassi, footballeur italien.
  - Max Williamsen, footballeur norvégien.
- 2004 :
  - Inès El Batoul Taleb, escrimeuse algérienne.
  - Nikolai Hopland, footballeur norvégien.
  - Jonathan Lekkerimäki, joueur de hockey sur glace suédois.
  - Warren Madrigal, footballeur costaricien. (10 sélections en équipe nationale).
  - Christian Ordoñez, footballeur argentin.
- 2005 :
  - Cam Christie, joueur de basket-ball américain.
  - Carlos Espí, footballeur espagnol.

## Décès

### XIXesiècle
- 1883 : 
  - Matthew Webb, 35 ans, nageur anglais. 1er auteur du record de la Traversée de la Manche à la nage. (° 19 janvier 1840).

### XXesièclede1951à2000
- 1952 :
  - Richard Johansson, 70 ans, patineur artistique suédois. Médaillé d'argent en individuel aux Jeux de Londres 1908. (° 18 juin 1882).
- 1960 :
  - Francis Fisher, 82 ans, joueur de tennis australien. (° 22 septembre 1877).
- 1996 : 
  - Jock Wallace, 60 ans, footballeur puis entraîneur écossais. (° 6 septembre 1935).
- 1997 : 
  - Edward Gardère, 88 ans, fleurettiste et sabreur français. Champion olympique du fleuret par équipes aux Jeux de Los Angeles 1932 puis médaillé d'argent du fleuret individuel et par équipes aux Jeux de Berlin 1936. (° 25 février 1909).
  - Frank Parker, 81 ans, joueur de tennis américain. Vainqueur des US Open 1944 et 1945, des tournois de Roland Garros 1948 et 1949 puis des Coupes Davis 1937 et 1948. (° 31 janvier 1916).
- 2000 : 
  - Anatoli Firsov, 59 ans, hockeyeur sur glace soviétique puis russe. Champion olympique aux Jeux d'Innsbruck 1964, aux Jeux de Grenoble 1968 et aux Jeux de Sapporo 1972. Champion du monde de hockey sur glace 1965, 1966, 1967, 1969, 1970 et 1971. (67 sélections en équipe nationale). (° 1er février 1941).

### XXIesiècle
- 2004 :
  - Cotton Fitzsimmons, 72 ans, entraîneur de basket-ball américain. (° 7 octobre 1931).
- 2009 :
  - Jack Le Goff, 78 ans, cavalier de concours complet puis entraîneur et ensuite juge français. Médaillé de bronze par équipes aux Jeux de Rome 1960. (° 8 avril 1931).
- 2010 :
  - Jean Barreteau, 88 ans, joueur de rugby à XV et à XIII français. (4 sélections avec l'équipe de France de rugby à XIII). (° 16 juin 1922).
  - Alex Higgins, 61 ans, joueur de snooker nord-irlandais. Champion du monde de snooker 1972 et 1982. (° 18 mars 1949).
- 2015 :
  - Maurice Siman, 91 ans, joueur de rugby à XV français. (6 sélections en équipe de France). (° 12 juillet 1924).
- 2018 :
  - Delroy Scott, 71 ans, footballeur puis entraîneur jamaïcain. (° 22 janvier 1947).
- 2020 : 
  - Ben Jipcho, 77 ans, athlète de steeple et de demi-fond kényan. Médaillé d'argent du 3 000 m steeple aux Jeux de Munich 1972.  (° 1er mars 1943).